# Denver Broncos 1985
La stagione 1985 dei Denver Broncos è stata la 16ª della franchigia nella National Football League, la 26ª complessiva e la 5ª con Dan Reeves come capo-allenatore.
Malgrado la squadra fosse data come una delle favorite per raggiungere il Super Bowl e un record di 11-5 nella stagione regolare, non riuscì a qualificarsi per i playoff. Dalla fusione AFL-NFL del 1970 solo i Broncos del 1985 e i New England Patriots del 2008 hanno vinto 11 gare e non hanno raggiunto la post-season.

## Roster
| Roster dei Denver Broncos nel 1985 |
| --- |
| Quarterback - 7 John Elway - 8 Gary Kubiak Running Back - 33 Gene Lang FB - 30 Steve Sewell - 47 Gerald Willhite FB/PR - 23 Sammy Winder Wide Receiver - 82 Vance Johnson - 84 Clint Sampson - 81 Steve Watson Tight End - 88 Clarence Kay Offensive Linemen - 54 Keith Bishop G - 64 Billy Bryan C - 63 Mark Cooper G - 78 Winford Hood G - 60 Paul Howard G - 76 Ken Lanier T Defensive Linemen - 79 Barney Chavous DE - 68 Rubin Carter DT - 75 Rulon Jones DE - 71 Greg Kragen NT - 61 Andre Townsend DE Linebacker - 57 Tom Jackson OLB - 77 Karl Mecklenburg ILB - 50 Jim Ryan OLB Defensive Back - 43 Steve Foley FS - 31 Mike Harden CB - 22 Tony Lilly FS - 48 Randy Robbins SS - 49 Dennis Smith SS - 45 Steve Wilson CB - 20 Louis Wright CB Special Team - 3 Rich Karlis K - 4 Chris Norman P |
| Legenda - I rookie sono in corsivo. - Il primo ruolo è il principale mentre gli eventuali successivi indicano i ruoli secondari. - (IR) sta per Injured Reserve ed indica la lista ristretta per un solo giocatore infortunato che può tornare ad allenarsi dopo la settimana 6 e a rientrare in prima squadra dopo che questa ha giocato 8 partite. - (NF-Inj.) / (NF-Ill.) stanno rispettivamente per Non-Football Injured e Non-Football Illness ed indicano le liste dove viene inserito un giocatore che ha un infortunio o una malattia non dipendente dal football americano. - (PUP) sta per Physically Unable to Perform ed indica la lista dove viene inserito un giocatore mentre è in attesa di recuperare la condizione fisica. Nella stagione regolare dopo la sesta partita giocata dalla propria squadra, il giocatore ha tempo tre settimane per riprendere ad allenarsi, più tre settimane aggiuntive dal suo rientro agli allenamenti per rientrare in prima squadra. |

## Calendario

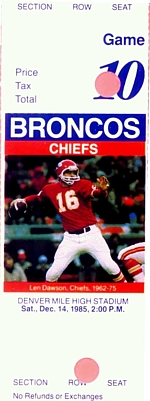
Un biglietto della gara del dicembre 1985 tra Broncos e Kansas City Chiefs

| Stagione regolare |                        |               |                               |        |
| Turno             | Avversario             | Risultato     | Stadio                        | Record |
| 1                 | at Los Angeles Rams    | S 16–20       | Anaheim Stadium               | 0–1    |
| 2                 | New Orleans Saints     | V 34–23       | Mile High Stadium             | 1–1    |
| 3                 | at Atlanta Falcons     | V 44–28       | Atlanta–Fulton County Stadium | 2–1    |
| 4                 | Miami Dolphins         | S 26–30       | Mile High Stadium             | 2–2    |
| 5                 | Houston Oilers         | V 31–20       | Mile High Stadium             | 3–2    |
| 6                 | at Indianapolis Colts  | V 15–10       | Hoosier Dome                  | 4–2    |
| 7                 | Seattle Seahawks       | V 13–10 (DTS) | Mile High Stadium             | 5–2    |
| 8                 | at Kansas City Chiefs  | V 30–10       | Arrowhead Stadium             | 6–2    |
| 9                 | at San Diego Chargers  | S 10–30       | Jack Murphy Stadium           | 6–3    |
| 10                | San Francisco 49ers    | V 17–16       | Mile High Stadium             | 7–3    |
| 11                | San Diego Chargers     | V 30–24 (DTS) | Mile High Stadium             | 8–3    |
| 12                | at Los Angeles Raiders | S 28–31 (DTS) | Los Angeles Memorial Coliseum | 8–4    |
| 13                | at Pittsburgh Steelers | V 31–23       | Three Rivers Stadium          | 9–4    |
| 14                | Los Angeles Raiders    | S 14–17 (DTS) | Mile High Stadium             | 9–5    |
| 15                | Kansas City Chiefs     | V 14–13       | Mile High Stadium             | 10–5   |
| 16                | at Seattle Seahawks    | V 27–24       | Kingdome                      | 11–5   |

## Classifiche
| AFC West               | AFC West | AFC West | AFC West | AFC West | AFC West | AFC West | AFC West | AFC West | AFC West |
|                        | V        | S        | P        | %        | DIV      | CONF     | PF       | PS       | Str.     |
| ---------------------- | -------- | -------- | -------- | -------- | -------- | -------- | -------- | -------- | -------- |
| Los Angeles Raiders(1) | 12       | 4        | 0        | .750     | 5–3      | 9–3      | 354      | 308      | V6       |
| Denver Broncos         | 11       | 5        | 0        | .688     | 5–3      | 8–4      | 380      | 329      | V2       |
| Seattle Seahawks       | 8        | 8        | 0        | .500     | 4–4      | 6–6      | 349      | 303      | S2       |
| San Diego Chargers     | 8        | 8        | 0        | .500     | 3–5      | 7–7      | 467      | 435      | S1       |
| Kansas City Chiefs     | 6        | 10       | 0        | .375     | 3–5      | 4–8      | 317      | 360      | V1       |